# Hande
Hande ist ein türkischer weiblicher Vorname persischer Herkunft und bedeutet so viel wie Lächeln oder Lachen.

## Namensträger

### Vorname
- Hande Fırat (* 1974), türkische Journalistin und Fernsehmoderatorin
- Hande Kodja (* 1984), belgische Schauspielerin
- Hande Özyürek (* 1976), türkische Violinistin
- Hande Ünsal (* 1992), türkische Popmusikerin

### Künstlername
- Hande Yener (* 1973), türkische Popsängerin

### Familienname
- Ronald Hande (* 1977), deutscher Politiker